# مهدي طرادة
مهدي طرادة لاعب كرة قدم بحريني يلعب حاليا لصالح نادي الدرجة الأولى الأهلي البحريني في مركز الوسط الأيسر.

## الإنجازات
- كأس الاتحاد البحريني (1): 2016